# Rex Allen
Pour les articles homonymes, voir Allen.
Rex Allen est un acteur et chanteur de country américain né le 31 décembre 1920 à Willcox (Arizona) et mort le 17 décembre 1999 à Tucson.
Il tourna essentiellement des westerns.

## Filmographie
- 1950 : The Arizona Cowboy (it) de R. G. Springsteen : Rex Allen
- 1950 : Hills of Oklahoma (it) de R. G. Springsteen : Rex Allen
- 1950 : Redwood Forest Trail (it) de Philip Ford : Rex Allen
- 1950 : Under Mexicali Stars (it) de George Blair : Rex Allen
- 1951 : Silver City Bonanza (it) de George Blair : Rex Allen
- 1951 : Thunder in God's Country (it) de George Blair : Rex Allen
- 1951 : Rodeo King and the Senorita (it) de Philip Ford : Rex Allen
- 1951 : Utah Wagon Train (it) de Philip Ford : Rex Allen
- 1952 : Colorado Sundown (it) de William Witney : Rex Allen
- 1952 : The Last Musketeer de William Witney : Rex Allen
- 1952 : Border Saddlemates de William Witney : Rex Allen
- 1952 : I Dream of Jeanie de Allan Dwan : M. Tambo / Rex Allen
- 1952 : Old Oklahoma Plains (it) de William Witney : Rex Allen
- 1952 : South Pacific Trail de William Witney : Rex Allen
- 1953 : Old Overland Trail (it) de William Witney : Rex Allen
- 1953 : Iron Mountain Trail (it) de William Witney : Rex Allen
- 1953 : Down Laredo Way (it) de William Witney : Rex Allen
- 1953 : Shadows of Tombstone (en) de William Witney : Rancher Rex Allen
- 1953 : Red River Shore (it) d'Harry Keller : Marshal Rex Allen
- 1954 : Phantom Stallion (it) d'Harry Keller : Rex Allen
- 1954 : Seul contre tous (it) (Rails into Laramie) de Jesse Hibbs : Interprète de la chanson-titre
- 1960 : Pour l'amour de Mike (None but the Brave ou For the Love of Mike) de George Sherman  : Lui-même
- 1961 : Tomboy and the Champ de Francis D. Lyon : Rex Allen
- 1961 : Le Chariot à voile (The Saga of Windwagon Smith) de Charles Nichols : Narrateur / Windwagon Smith (voix)
- 1966 : Swamp Country de Robert Patrick : shérif
- 1966 : Rodéo fantastique (Run, Appaloosa, Run) de Larry Lansburgh : narrateur

## Musée
Un musée lui est consacré à Willcox en Arizona.

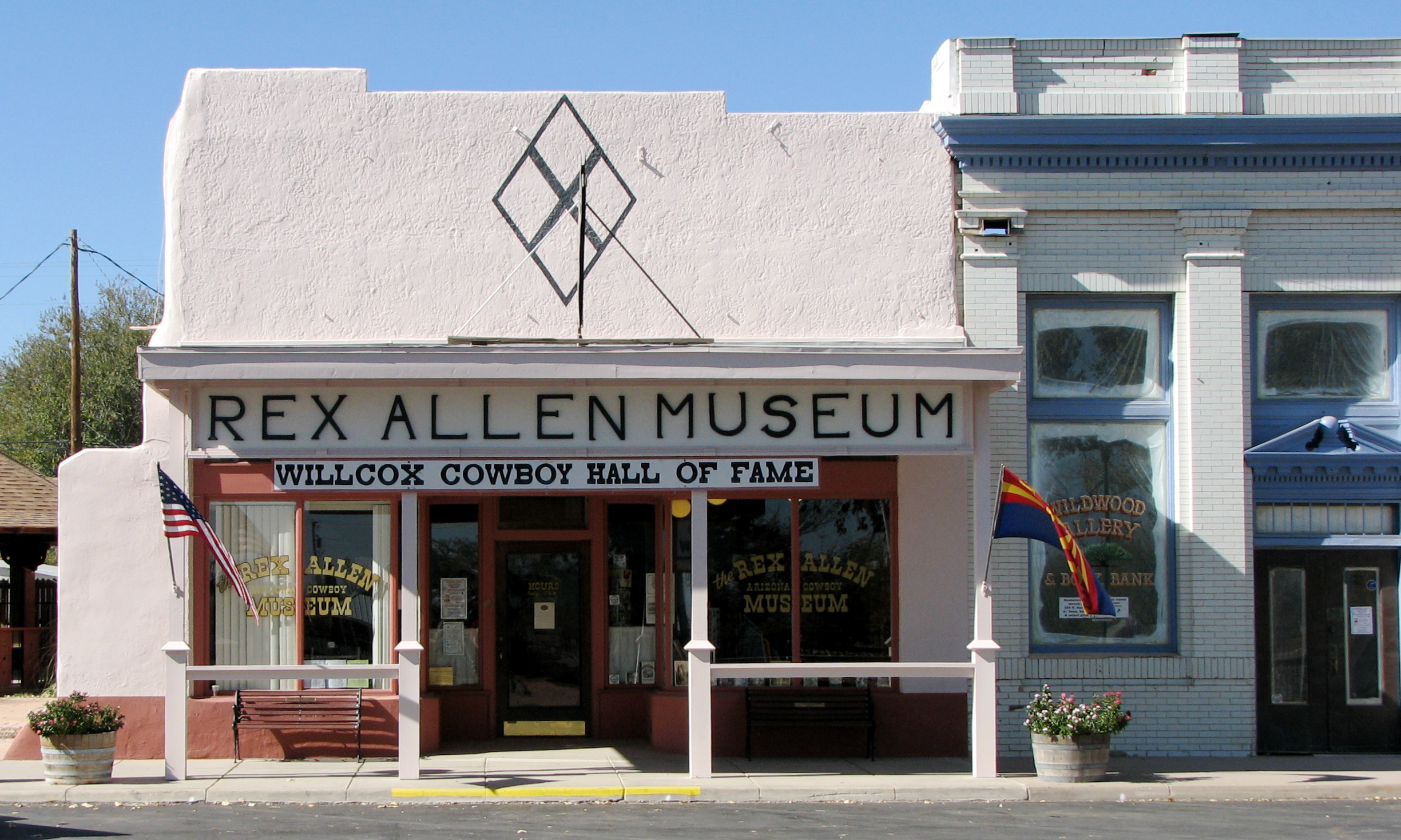
Le musée Rex Allen